# Бризлин, Стивен
Стивен Бризлин (англ. Stephen Brislin; род. 24 сентября 1956, Велком, Южно-Африканская Республика) — южноафриканский кардинал. Епископ Крунстада с 17 октября 2006 по 18 декабря 2009. Архиепископ Кейптауна с 18 декабря 2009 по 28 октября 2024. Архиепископ Йоханнесбурга с 28 октября 2024. Кардинал-священник с титулом церкви Санта-Мария-Доменика-Мадзарелло с 30 сентября 2023.